# Prijutnenskij rajon
Il Prijutnenskij rajon (in russo Приютненский район?, lingua calmucca: Приютнин район) è un municipal'nyj rajon della Repubblica autonoma di Calmucchia, nella Russia europea. Istituito nel 1938, occupa una superficie di circa 3.110 chilometri quadrati, ha come capoluogo Prijutnoe e ospita una popolazione di 11.494 abitanti.